# Sugfiskar
Sugfiskar (Echeneidae) är en familj av fiskar. Sugfiskarna ingår i ordningen abborrartade fiskar (Perciformes). Enligt Catalogue of Life omfattar familjen Echeneidae 8 arter. 
Arterna förekommer i Atlanten, Indiska oceanen och Stilla havet. Längden varierar mellan 17 och 100 cm. Flera medlemmar lever tillsammans med en värd. De städar värdens kropp och äter rester som lämnas av värden. Det vetenskapliga namnet är bildat av de grekiska orden echein (hålla, fördröja) och nays (skepp). I en redogörelse av Plinius den äldre anklagas remoran för Marcus Antonius nederlag i Slaget vid Actium och, indirekt, för Caligulas död.
Släkten enligt Catalogue of Life och Dyntaxa:
- Echeneis
- Phtheirichthys
- Remora